# Giuseppe De Andrea
Giuseppe De Andrea (ur. 20 kwietnia 1930 w Rivarolo Canavese, zm. 29 czerwca 2016 w Rzymie) – włoski duchowny katolicki, arcybiskup, emerytowany nuncjusz apostolski.

## Życiorys
21 czerwca 1953 otrzymał święcenia kapłańskie. W 1958 inkardynował się do diecezji Greensburg. Od 1983 pracował w dyplomacji watykańskiej. 13 grudnia 1999 został Chargé d’Affaires nuncjatury w Kuwejcie.
28 czerwca 2001 został mianowany przez Jana Pawła II nuncjuszem apostolskim w Kuwejcie oraz arcybiskupem tytularnym Antium. Sakry biskupiej udzielił mu 20 września 2001 kard. Angelo Sodano. 
Był akredytowany również w innych krajach Półwyspu Arabskiego: Bahrajnie, Jemenie i od 2003 także w Katarze. Pełnił tam misję do przejścia na emeryturę 27 sierpnia 2005.